# Anneyron
Anneyron este o comună în departamentul Drôme din sud-estul Franței. În 2009 avea o populație de 3.861 de locuitori.

## Evoluția populației
| An        | 1975  | 1982  | 1990  | 1999  | 2006  | 2009  |
| --------- | ----- | ----- | ----- | ----- | ----- | ----- |
| Populație | 2.895 | 2.864 | 3.038 | 3.319 | 3.683 | 3.861 |